# ستيفاني فان دير جراغت
ستيفاني فان دير جراغت (مواليد 16 أغسطس 1992) هي لاعبة كرة قدم هولندية تلعب كمدافع في نادي أياكس ومنتخب هولندا.

## روابط خارجية
- ستيفاني فان دير جراغت على موقع الاتحاد الدولي (مؤرشف)  (الإنجليزية)
- ستيفاني فان دير جراغت على موقع الاتحاد الأوربي (الإنجليزية)
- ستيفاني فان دير جراغت على موقع قاعدة بيانات كرة القدم.إي يو (الإنجليزية)
- ستيفاني فان دير جراغت على موقع Soccerway.com (الإنجليزية)
- ستيفاني فان دير جراغت على موقع عالم كرة القدم.نت (الإنجليزية)
- ستيفاني فان دير جراغت على موقع اللجنة الأولمبية الدولية (الإنجليزية)
- ستيفاني فان دير جراغت على موقع أوليمبيديا (الإنجليزية)
- ستيفاني فان دير جراغت على موقع تيم أن.أل (الهولندية)